# Lethaxonidae
Lethaxonidae (лат.) — семейство тромбидиформных водяных клещей из надсемейства Hygrobatoidea (Parasitengona, Prostigmata). Африка, Европа, Индия, Северная и Южная Америка, Япония. Более 16 видов.

## Описание
Микроскопического размера уплощенные клещи (около 1 мм и менее). Идиосома широко овальная в дорсальном виде (Lethaxona) или с усеченным и более широким передним краем (Lethaxonella), чрезвычайно уплощенная дорсовентрально. Дорсум покрыт сложным дорсальным щитом, состоящим из крупной центральной пластинки, окруженной кольцом мелких пластинок. Вентер покрыт вентральным щитом, включающим коксальные пластинки и генитальное поле; вставки передних трех пар ног расположены на соответствующих коксальных пластинках около переднего конца тела; вставки четвертой пары ног расположены медиально на четвертых коксальных пластинках далеко впереди середины длины тела и без выступов; шовные линии, обозначающие задние края передних трех коксальных пластин, слабо развиты и усечены, но направлены назад; коксогландулярии I расположены на задних краях вторых коксальных пластин, а коксогландулярии II — на небольших пластинках между четвертыми коксальными пластинами и генитальным полем; четвертые коксальные пластины с (Lethaxona) или без (Lethaxonella) пары гландулярий, расположенных непосредственно перед вставками четвертой пары ног. Генитальное поле включено в вентральный щит; с 3 парами ацетабул, расположенных дугами или треугольниками, или с 4-6 парами ацетабул, расположенных линейно, фланкирующих гонопору. Основание гнатосомы отделено от первых коксальных пластинок. Педипальпы 5-сегментные и обычно с 2 толстыми волосками вентрально на голенях; сильно изменены у самцов некоторых видов. Ноги без или с незначительным половым диморфизмом; первая пара ног с сегментами относительно короткими и коренастыми; тарзус первой пары ног с когтевым гнездом большим и глубоким, занимающим более половины дорсальной поверхности сегмента, с когтями крупными и несущими 2 зубца почти одинакового размера; четвертая пара ног с трохантером длинным и массивным, голенью без плавательных волосков и тарзусом с маленькими когтями и когтевыми гнездами. Гнатосома имаго с нехелатными пальпами; голени длиннее genua. Хелицеры 2-сегментные.
Гипореальные гравийные отложения в ручьях и реках.

## Систематика
Включает 3 рода и более 16 видов. Семейство было впервые выделено в 2000 году для двух родов (Lethaxona и Lethaxonella) ранее входивших в семейства Axonopsidae, затем в Aturidae.
Аутоапоморфии, присутствующие в спинном щите, коксальных пластинах и генитальном поле, послужили основанием для создания этого нового семейства. Несколько синапоморфий, присутствующих на первой и четвертой парах ног, указывают на то, что Wettinidae являются сестринской группой Lethaxonidae.
- Lethaxona Viets, 1932[10][11]
  - L. (i.s.) fonticola Walter & Bader, 1952 (i.s.)
  - L. (L.) cavifrons Szalay, 1943
  - L. (L.) flexipalpis Cook, 1981
  - L. (L.) gallica Angelier, 1949
  - L. (L.) heteropalpis Uchida & Imamura, 1953
  - L. (L.) hyogoensis Imamura, 1957
  - L. (L.) kutapalpis Cook, 1967
  - L. (L.) mikawensis Imamura, 1957
  - L. (L.) miurai Imamura, 1957
  - L. (L.) morimotoi Imamura, 1977
  - L. (L.) panduvarna Cook, 1967
  - L. (L.) pygmaea Viets, 1932
  - L. (Eolethaxona Cook, 1963) oregonensis Cook, 1963[12]
- Lethaxonella Cook, 1963[12]
  - Lethaxonella parva Cook, 1963
- Transitia Valdecasas, 2010[9]
  - Transitia carlosi Valdecasas, 2010

## Распространение
Семейство распространено в Японии, Индии, Европе, Африке, Северной и Южной Америке. В составе подрода Lethaxona s. str. описано 13 видов из Японии, Индии, Европы и Африки. Подрод Lethaxona (Eolethaxona) представлен только одним видом, найденным в Северной Америке. Lethaxonella включает два вида, один из которых обитает в Северной Америке, а другой — в Аргентине. Единственный вид Transitia был найден в Центральной Америке (Панама).